# Statens Luftfartsvæsen
 For alternative betydninger, se SLV. (Se også artikler, som begynder med SLV)
Statens Luftfartsvæsen (SLV) var en styrelse under Transportministeriet, som havde det overordnede myndighedsansvar for al luftfart i Danmark, herunder Færøerne og Grønland.
SLV blev 1. november 2010 sammenlagt med Trafikstyrelsen.
SLV havde en række ansvarsområder som blandt andet omfattede regulering af civil luftfart i Danmark i forhold til brugere, interessenter, flypassagerer og samfundet i øvrigt samt drift af statslufthavnen Bornholms Lufthavn.
Til opfyldelse af Single European Sky II forordningerne fra EU havde SLV i december 2009 deklareret den Dansk/Svenske Funktionelle luftrumsblok (DK/SE FAB). Naviair står for den praktiske gennemførelse heraf.